# Vrije basisschool De Wingerd
De Vrije basisschool De Wingerd is een basisschool in Bavikhove (Harelbeke) met een kleuterschool en een lagere school. De school maakt deel uit van de scholengemeenschap Katholiek Basisonderwijs Harelbeke.

## Geschiedenis
In 1796 is een eerste vermelding van onderwijs in Bavikhove: Joannes Vandekerckhove, koster bij pastoor Kippens, ontvangt twee pond voor het houden van schole en van het leeren ende onderwijzen van de arme kinderen. Lange tijd werd onderwijs in landelijke dorpen een taak van de plaatselijke parochie.
De geschiedenis van de vrije meisjesschool start in 1864. In dat jaar heeft pastoor Leo Ide een bouwproject in zijn handen. Hij laat een volledige nieuwe pastorie bouwen en nabij laat hij een klooster voor de zusters bouwen met een nieuw klaslokaal. Hij werd gezien als vooruitziend, want er waren nog geen zusters actief op de parochie.

### Vrije basisschool van de Heilige Familie

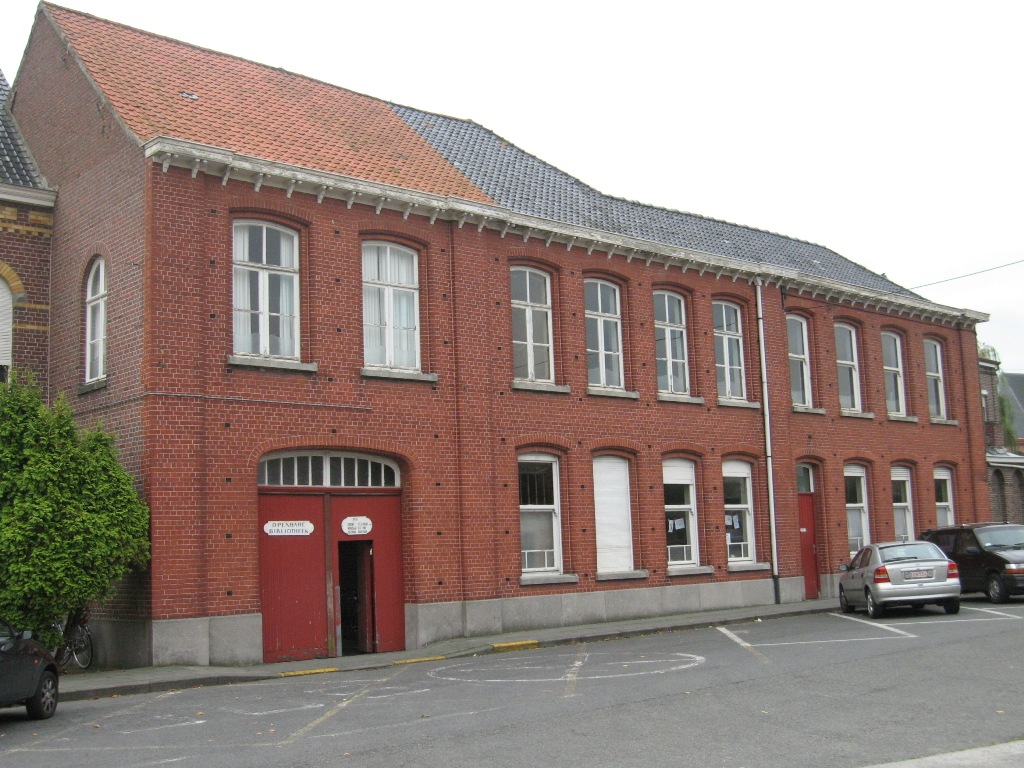
Het voormalige gebouw van het klooster (2007)

In 1871 startten de zusters van de Heilige Familie van Ieper met lager onderwijs voor meisjes in Bavikhove. Ze richtten ook een bewaarschool voor kleuters op.
In 1865-1866 had de gemeente Bavikhove meegewerkt aan de bouw van een gemeentelijke school aan de Dorpplaats, ongeveer 200 meter verderop. Na de katholieke verkiezingsoverwinning van 1884, werd tijdens de gemeenteraadszitting van 27 december 1884 beslist de gemeenteschool van Bavikhove af te schaffen en het onderwijs te laten plaatsvinden in de reeds bestaande vrije school, geleid door de 24-jarige Florimond Brys.
Volgens een overheidsinspectie op 7 juni 1892 over de bewaarschool van zuster Sophie Dely werden de volgende er vakken onderwezen: lezen, schrijven, rekenen, zang, gymnastiek en voor de meisjes breien. Het werd genoteerd dat er 53 leerlingen waren: 20 jongens en 33 meisjes. De school had slechts één klaslokaal met een lengte van 6,4m op een breedte van 5,4m.
In 1904 volgt een uitbreiding van het schoolgebouw. In 1905 koopt kloosterlinge Hendrika Casteleyn de gronden, en zij herbestemt een deel van de school tot klooster en breidt het in 1908 uit met een L-vormig gebouw. Drie jaar later volgt een verdere uitbreiding. In 1923 draagt Hendrika Casteleyn de gronden over aan de Genootschap Gesticht der Zusters der Heilige Familie.
In 1966 wordt het in 1911 gebouwde deel weer afgebroken, en links naast het klooster wordt naar het ontwerp van architect Leo Wydouw een nieuw, H-vormig schoolgebouw opgetrokken ten behoeve van een bewaarschool en een lagere meisjesschool. In 1967 volgt een nieuwe verbouwing van het klooster: de bouwdelen uit 1865, 1904 en 1908 worden verbouwd en samengevoegd tot één geheel.
In het schooljaar van 1999-2000 werd de school van de Heilige Familie een gemengde school voor zowel jongens en meisjes.

### Vrije basisschool De Wingerd
In 2003 werd onder het beheer van directeur Frans Descheemaeker, een jaar voor hij op pensioen gaat, gekozen voor een nieuwe naam van de school: De Wingerd. Deze naam steunt op een tekst uit het evangelie waarin Jezus zegt: 'Ik ben de wijnstok en jullie zijn de ranken.' Deze tekst was een geliefd citaat door de kloosterorde van de H. Familie uit Ieper. Hun stichter gaf de orde die tekst mee als basis voor hun pedagogisch werk te steunen.
De basisschool gebruikte het kloostergebouw tot 2005 toen de brandweer de bovenverdieping afkeurde. Hierdoor verhuisde een deel van de klassen naar de voormalige gemeenteschool, die de naam De Wingerd 2 kreeg. De resterende kloostergebouwen werden gesloopt nadat de zusters waren vertrokken. Een nieuw schoolgebouw opende in 2016.

## Bekende onderwijzers
- Florimond Brys was onderwijzer en directeur van de school. Een straat in Bavikhove is naar hem vernoemd.[2]